# Sainte-Hermine
Sainte-Hermine era una comuna francesa que estaba situada en el departamento de Vandea, de la región de Países del Loira, que el 1 de enero de 2025 pasó a formar parte de la comuna nueva de Saint-Jean-d’Hermine como comuna delegada.

## Historia
- En 1808 absorbe la comuna de Saint-Hermand.[4]
- En 1971 absorbe la comuna de Simon-la-Vineuse.[4]

## Demografía
| Gráfica de evolución demográfica de Sainte-Hermine entre 1800 y 2022 |
|                                                                      |

Los datos demográficos contemplados en este gráfico de la comuna de Sainte-Hermine se han cogido de 1800 a 1999 de la página francesa EHESS/Cassini, y los demás datos de la página del INSEE.